# Markthalle II
Die Markthalle II in der Berliner Friedrichstadt (auch Lindenhalle genannt) entstand in der ersten Phase des kommunalen Bauprogramms für die Berliner Markthallen zwischen 1884 und 1886. Die Kleinmarkthalle sollte zusammen mit der Zentralmarkthalle am Alexanderplatz und weiteren noch zu errichtenden Kleinmarkthallen die ausreichende Versorgung der ständig wachsenden Bevölkerung Berlins mit günstigen und unverdorbenen Lebensmitteln sicherstellen und die Straßen und Plätze von den zunehmend als unhygienisch und als Verkehrshindernis empfundenen Wochenmärkten befreien. Im Zweiten Weltkrieg fast vollständig zerstört, wurde die Ruine bald abgeräumt. Nördlich versetzt errichtete man Anfang der 1960er eine neue Blumengroßmarkthalle. Die Geschichte der früheren Markthalle endet damit im Jahr 1953, als die Ruine abgeräumt war.

## Beschreibung und Lage

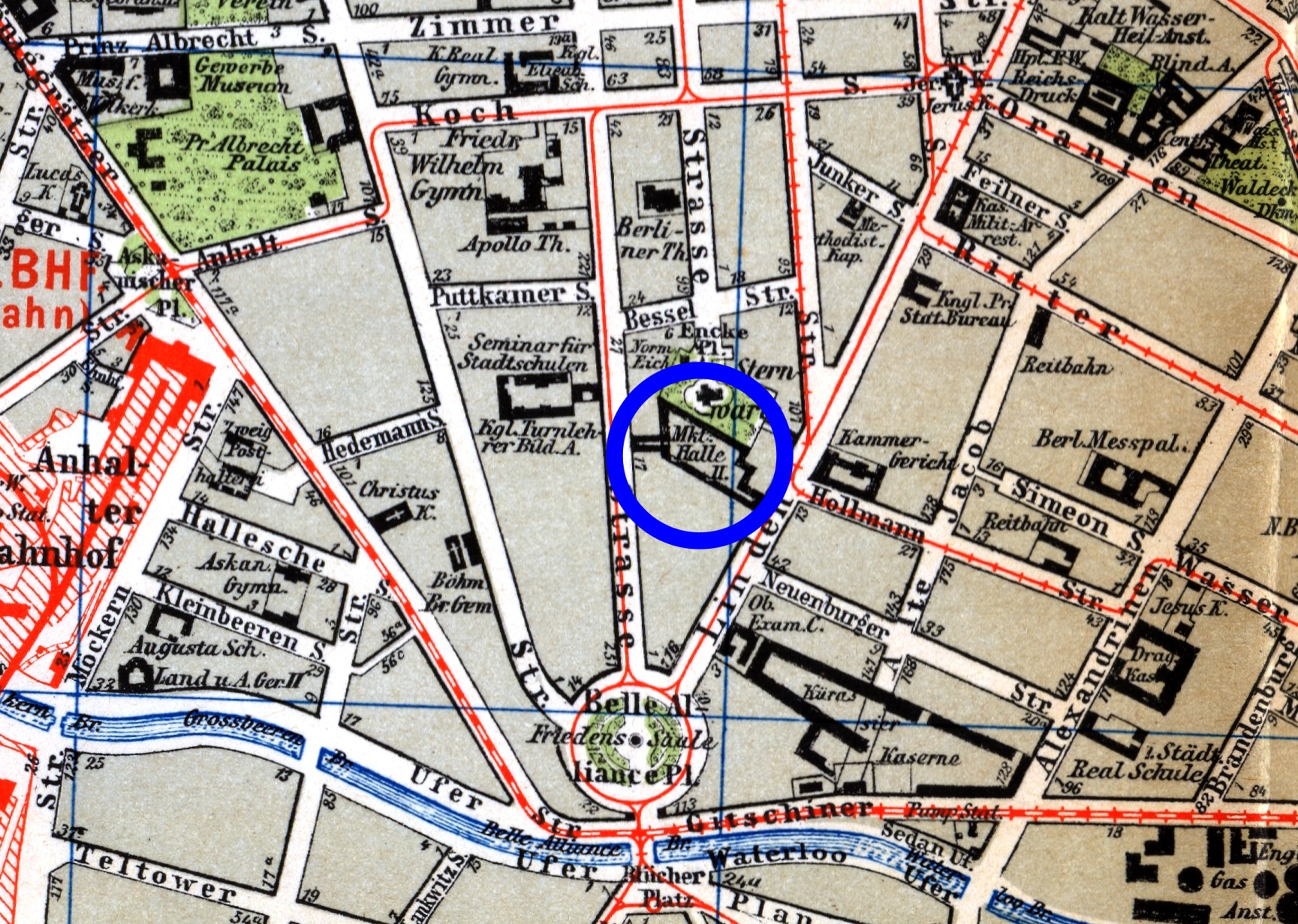
Lageplan der Lindenhalle, 1896

Die Markthalle befand sich nördlich des Mehringplatzes (zur Bauzeit: Belle-Alliance-Platz). Sie hatte je einen festen Zugang von der Friedrichstraße und der Lindenstraße aus, was ihr auch den Beinamen Lindenhalle verschaffte. Bei ihrer Eröffnung hatte sie eine Verkaufsfläche von 9114 m² mit 746 Einzelständen. Nach Verlängerung der Charlottenstraße mit Durchbruch zur Lindenstraße ab 1913 hatte die Lindenhalle mit den Hausnummern 12–14 auch Anschluss an die so neu entstandene Verbindung, ab 1927 Enckestraße genannt. Die Außenabmessungen der Halle betrugen rund 130 m × 80 m.

## Markthalle 1886–1945

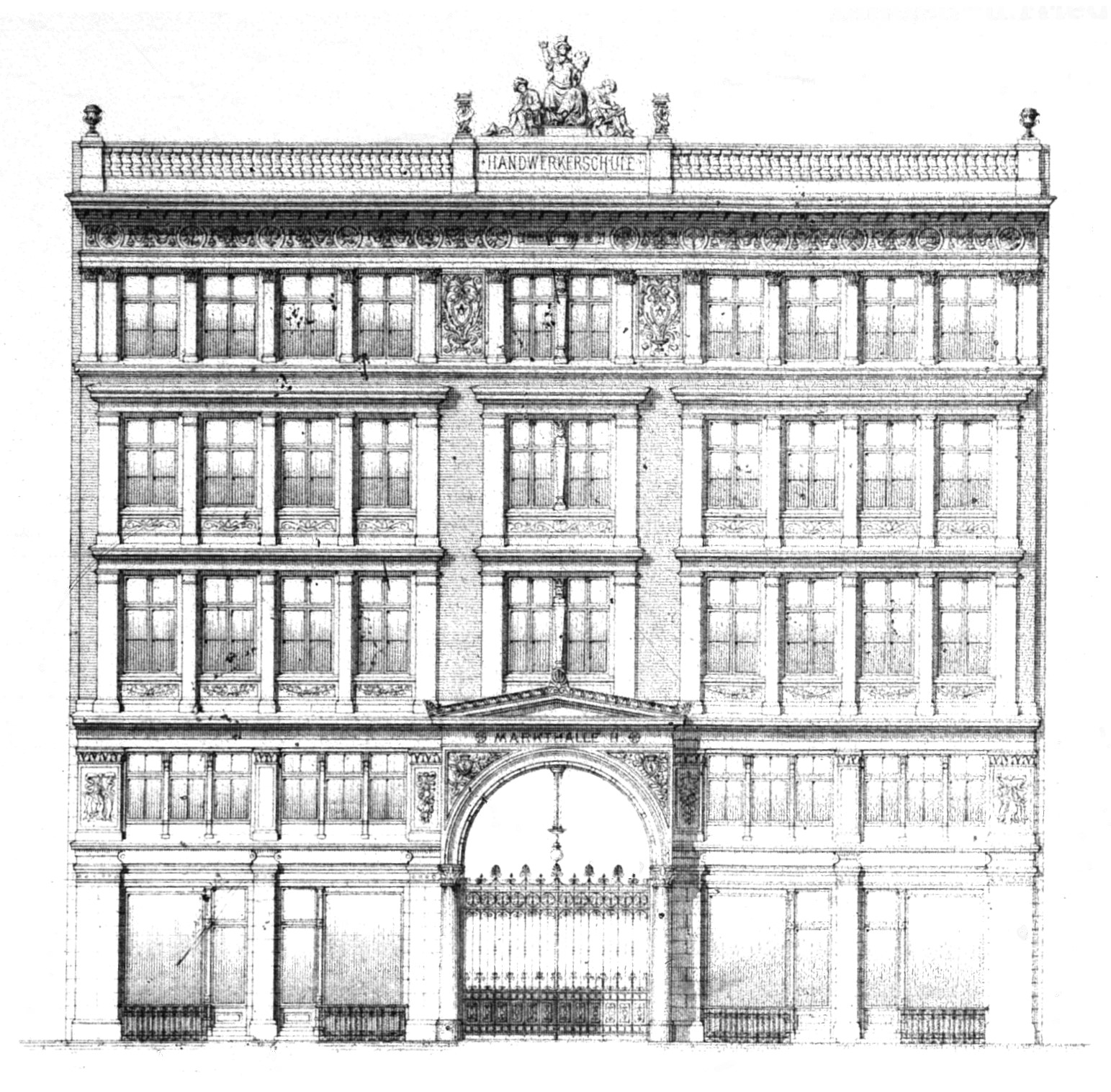
Handwerkerschule im Kopfbau Lindenstraße 97/98

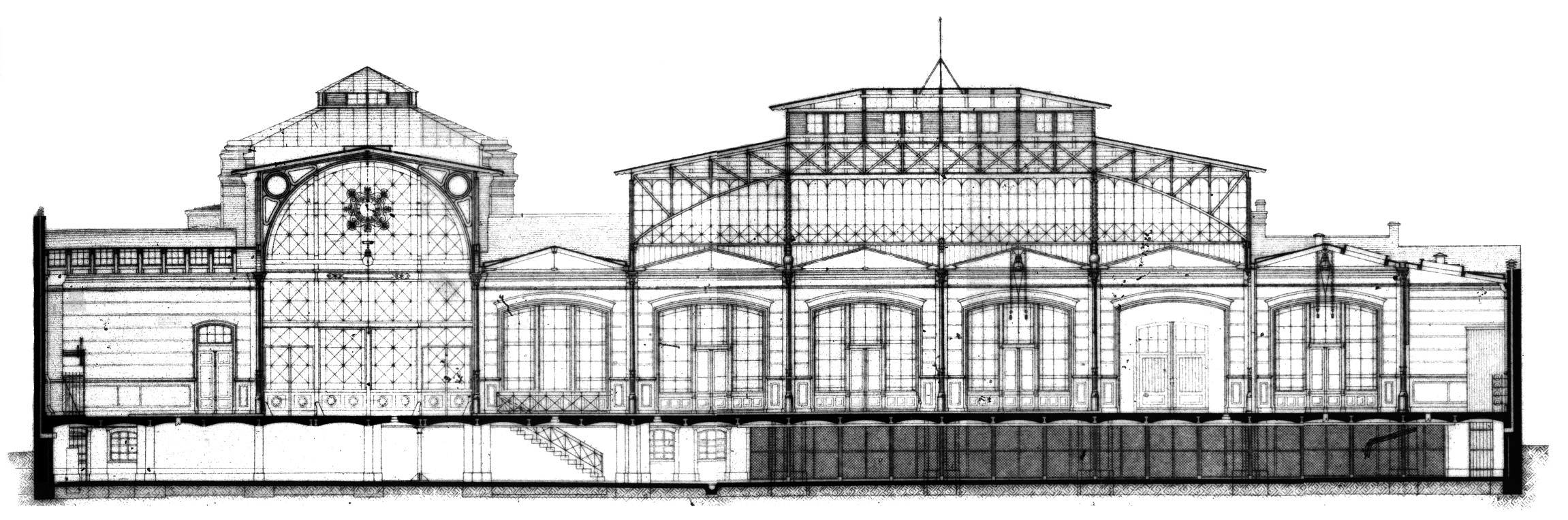
Schnittdarstellung der Markthalle II

Die Markthalle im Inneren des Blocks, erschlossen durch die Grundstücke Lindenstraße 97/98 und Friedrichstraße 18, wurde nach Plänen von Hermann Blankenstein und August Lindemann auf der Grundlage eines Typenbauprojektes errichtet, das der Berliner Magistrat in Auftrag gegeben hatte.
Als die Halle – im Stil der Backsteingotik über einem Stahlträgersystem errichtet – im Jahr 1886 eröffnet wurde, hatten sich in der Nachbarschaft auch eine „Fleischuntersuchungsstation II“ sowie die „Handwerkerschule I“ und zahlreiche Wohnnutzung – darunter Kleingewerbetreibende – angesiedelt.
Im Gegensatz zu einigen anderen Hallen musste die Lindenhalle nicht wegen mangelnder Nachfrage schließen. Sie blieb über die ersten Jahrzehnte des 20. Jahrhunderts ein wichtiges Versorgungselement der Bevölkerung des Stadtzentrums mit Frischwaren (Fleisch, Fisch, Gemüse oder Molkereiprodukte). Schrittweise kamen in der Umgebung Prüf- und Lehreinrichtungen (beispielsweise 1930 die „Gauß-Schule, Lehranstalt für Elektrotechnik“) oder das Belle-Alliance-Handelszentrum im südlichen Bereich hinzu.
Bereits in der Lindenhalle eröffneten wegen der guten Heizung die ersten Blumengroßhändler ihre Stände.
Deren Platzansprüche wurde in der Folge durch Hallen nur für den Blumenhandel in der Nachbarschaft der Markthalle verwirklicht.

## Nachkriegsentwicklung
Das gesamte Gebiet um die Lindenhalle wurde am Ende des Zweiten Weltkriegs durch Bombardement zerstört. Die Ruine der fast vollständig zerstörten Lindenhalle wurde nach dem Krieg abgeräumt und das Grundstück war 1953 bereits enttrümmert. In den folgenden Jahrzehnten entstanden auf der Fläche der historischen Markthalle noch weitere Hallen für den Blumenhandel. Die letzte erhaltene Halle aus dem Jahr 1965 wurde durch den Senat von Berlin umfassend saniert und zwischen 2009 und 2013 zu einem Lehrgebäude für das gegenüberliegende Jüdische Museum nach Plänen des Architekten Daniel Libeskind umgerüstet.